# Muzej grada Kaštela
Muzej grada Kaštela  opći je i gradski muzej koji je osnovala općina Kaštela, današnji Grad Kaštela.

## Povijest
Prva muzejsko-galerijska ustanova na području Kaštela utemeljena je 1988. godine. Riječ je o Galeriji Studin, početni fond galerije činila je zbirka skulptura kipara Marina Studina. Zbirka je 1983. godine iz tadašnjeg Muzeja revolucije u Splitu prenesena u autorovo rodno mjesto Kaštel Novi. Godine 1992. galerija je dobila novi status i postala je Zavičajni muzej Kaštela. Osnovane su četiri zbirke: Arheološka zbirka, Kulturno-povijesna zbirka, Etnografska zbirka i Zbirka moderne umjetnosti. Galerija Studin je u sastavu Moderne zbirke. Za proučavanje povijesti kraja vrlo je važan osnutak arheološkog odjela jer je područje bogato arheološkim, antičkim nalazištima. Muzej je prvotno bio smješten u povijesnoj jezgri Kaštel Novog u kuli Cippico. Na navedenoj lokaciji muzej se nalazi do 1999. godine kada dolazi do preregistracije muzeja u Muzej grada Kaštela te do preseljenja u novi prostor. Nova lokacija muzeja od tada je kaštel Vitturi u Kaštel Lukšiću.

## Djelatnost
Djelatnost muzeja definirana je zakonskom legislativom vezanom uz muzeje. Muzej radi na sustavnom sabiranju, čuvanju, restauriranju i konzerviranju, prezentaciji te trajnoj zaštiti muzejske građe s područja nadležnosti muzeja.

## Građa
Muzejsku građu čine četiri zbirke:
- arheološka,
- kulturno-povijesna,
- etnografska te
- zbirka moderne umjetnosti.

Arheološka zbirka utemeljena je 1990. godine, a sustavna istraživanja se provode na više lokaliteta (Resnik-antički Sikul, Bijaći-Stombrate, Mujina pećina, Biranj i Donje Krtine). Kulturno-povijesnu zbirku čini oko 500 predmeta, a sa sakupljanjem predmeta za ovu zbirku počinje se 1989. godine. Etnografska zbirka osnovana je 1990. godine i sastoji se od oko 180 predmeta koji su sakupljeni uglavnom donacijama i otkupom. Zbirka moderne umjetnosti ima oko 163 umjetničkih djela (93 slike, 26 skulptura, 8 fotografija, 36 grafika i crteža). Galerija Studin (skulpture) vodi se pod Zbirkom moderne umjetnosti. U muzeju se radi na digitalizaciji građe, a digitalizirani sadržaj se organizira po digitalnim zbirkama.

## Usluge
Pružanje stručne pomoći iz područja djelatnosti muzeja, održavanje predavanja, vršenje stručnog vodstva, pružanje usluge informiranja vezano uz aktivnosti, organiziranje izložbi, objavljivanje stručnih publikacija.

## Vanjske poveznice
- Mrežne stranice Muzeja Grada Kaštela
- Muzeji Hrvatske na internetu, Muzej grada Kaštela  Arhivirana inačica izvorne stranice od 1. kolovoza 2009. (Wayback Machine)